# ウェイゲルティサウルス
ウェイゲルティサウルス (Weigeltisaurus ) はドイツの含銅頁岩 (Kupferschiefer) とイングランドの Marl Slate（いずれも後期ペルム紀）から発見されたウェイゲルティサウルス科の絶滅爬虫類である。この属には1種のみが含まれ、元々は1930年にPalaechamaeleo jaekeli と命名されていたが、Palaeochamaeleo が既に使われていた属名だったことがわかったため、1939年にWeigeltisaurus jaekeli と再命名された。1987年になってEvansとHauboldはWeigeltisaurus jaekeli をコエルロサウラヴスの2番目の種として同じ属にまとめた。2015年の頭蓋の形態に関する研究によりウェイゲルティサウルスの名称は有効であると再評価され、筆者はこの名を用いた。同じ科の他の動物と同様に、彼らは胴体から放出される長い棒状骨をもち、それにより現生のトビトカゲと同様の滑空用皮膜を保持していたと考えられている。

## 歴史と発見

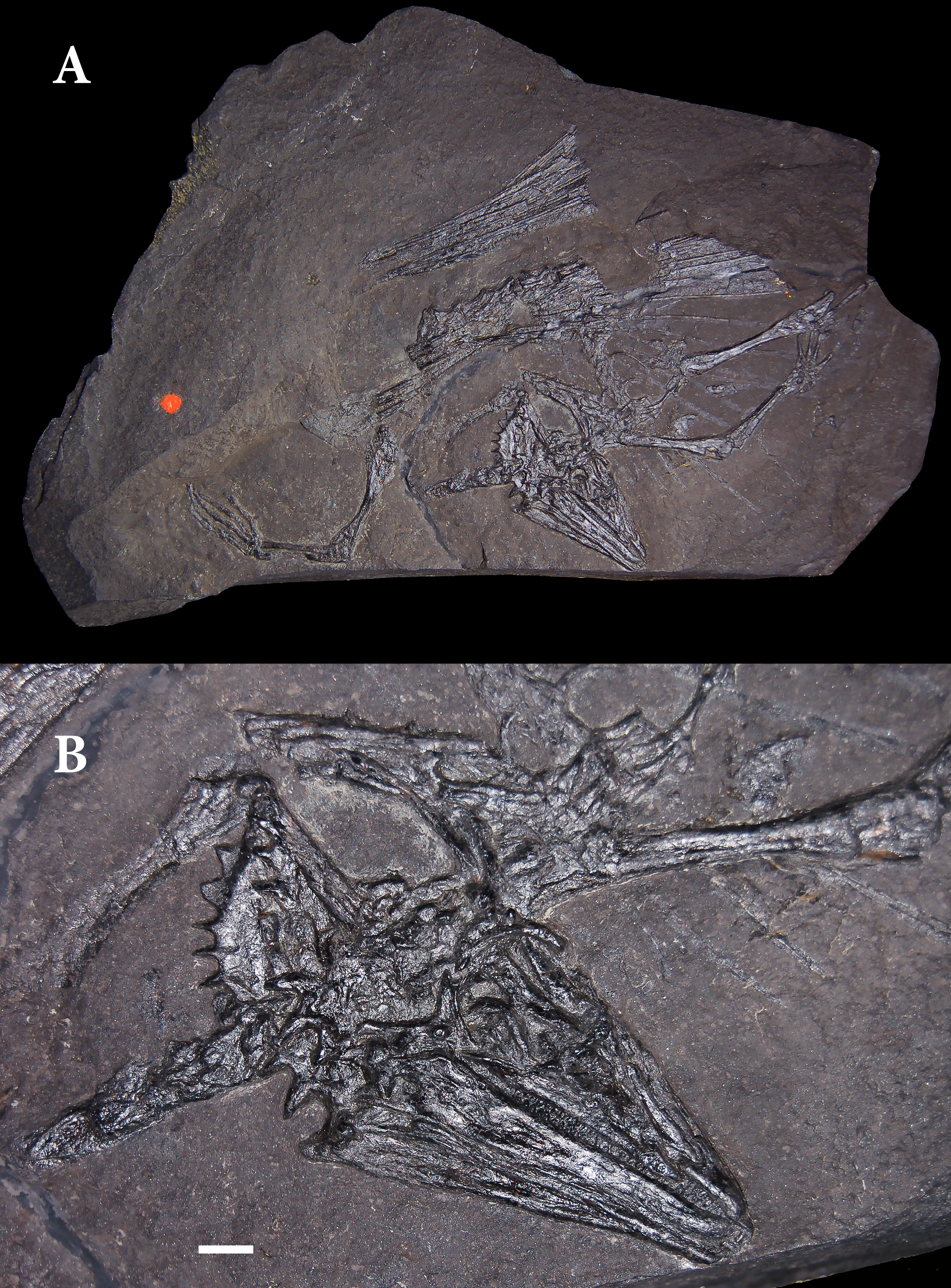
模式標本 (SSWG 113/7)

最初のウェイゲルティサウルスの報告は、ドイツ・ザクセン＝アンハルト州・アイスレーベン近郊の含銅頁岩層から発見された標本 (SSWG 113/7) について1930年にヨハネス・ヴァイゲルト (Johannes Weigelt) が記載したものである。この標本は1913年にオットー・イェーケル (Otto Jaekel) によって化石商から購入されたものである。イェーケルはこの骨の棒を、同じく含銅頁岩から産出することが知られていたシーラカンスであるCoelacanthus granulatus の尾鰭の鰭棘であると考えたため、骨格を露出させるために取り除いてしまった。ヨハネス・ヴァイゲルトはイェーケルへの献名とカメレオンとの頭蓋骨の類似からこの種にPalaeochamaeleo jaekeli と名付けた。
同年、1926年にジャン・ピヴェトー (Jean Piveteau) によって記載されたマダガスカル産のCoelurosauravus elivensis との類似がフリードリヒ・フォン・ヒューネによって指摘され、両者は近縁な登攀性の動物であるとされた。1939年になってオスカー・クーン (Oskar Kuhn) によりPalaeochamaeleo という属名はすでに1903年の別の論文[De Stefano (1903)]で使用されていることが指摘され、ヴァイゲルトへの献名としてWeigeltisaurus という新しい属名が提案された。
1976年と1986年にギュンター・シャウムベルク (Günther Schaumberg) はドイツ含銅頁岩層産のウェイゲルティサウルスのさらなる標本を報告した。それらの標本にも棒状骨が保存されていたこと、棒状骨とシーラカンス類の鰭棘との類似は単に皮相的なものであるということから、Schaumberg (1976)ではその棒状骨が実際にこの動物の骨格の一部であることが主張されている。1979年、イングランド北部タイン・アンド・ウィアにあるHetton-le-Hole近くのEppleton採石場から産出した標本 (TWCMS B5937.1) が記載されたが、その産出した堆積物はMarl Slateの一部であり、含銅頁岩層と同時代のものである。この標本は1982年にSusan E. Evansにより詳細な記載がなされ、その論文中で筆者はコエルロサウラヴスとウェイゲルティサウルスを新設した科であるコエルロサウラヴス科に分類した。
1987年、EvansとHauboldはWeigeltisaurus jaekeli をコエルロサウラヴスの一種であるとして再分類し、Gracilisaurus ottoi （1930年にヴァイゲルトによってWeigeltisaurus jaekeli と一緒に記載された含銅頁岩層産のバラバラになった体骨格）もシノニムであるとした。
2007年、シャウムベルク、アンウィン、ブラントは層状骨を持つ棒状骨の薄層の存在や飛膜の展開と収納の機構などウェイゲルティサウルスの骨格の新しく判明した詳細について発表した。
2015年、2つの別々の論文で、V. V. Bulanov と A. G. SennikovはCoelurosauravus elivensis とCoelurosauravus jaekeli の再記載を行い、やはり別属とするべきであること、すなわちウェイゲルティサウルスを有効名として復活させるべきであるとの結論を下した。
2021年、ウェイゲルティサウルスのほとんど完全な標本 (SMNK-PAL 2882) の広範な記載が発表された。この標本は1992年にザクセン＝アンハルト州・Ellrich近郊で採集されたもので、簡単な記載が1997年のサイエンスに掲載されたものである。標本のカウンターパート（割った頁岩などの反対側）は個人コレクションとなっており、研究者には手が届かないものになっている。

## 記載

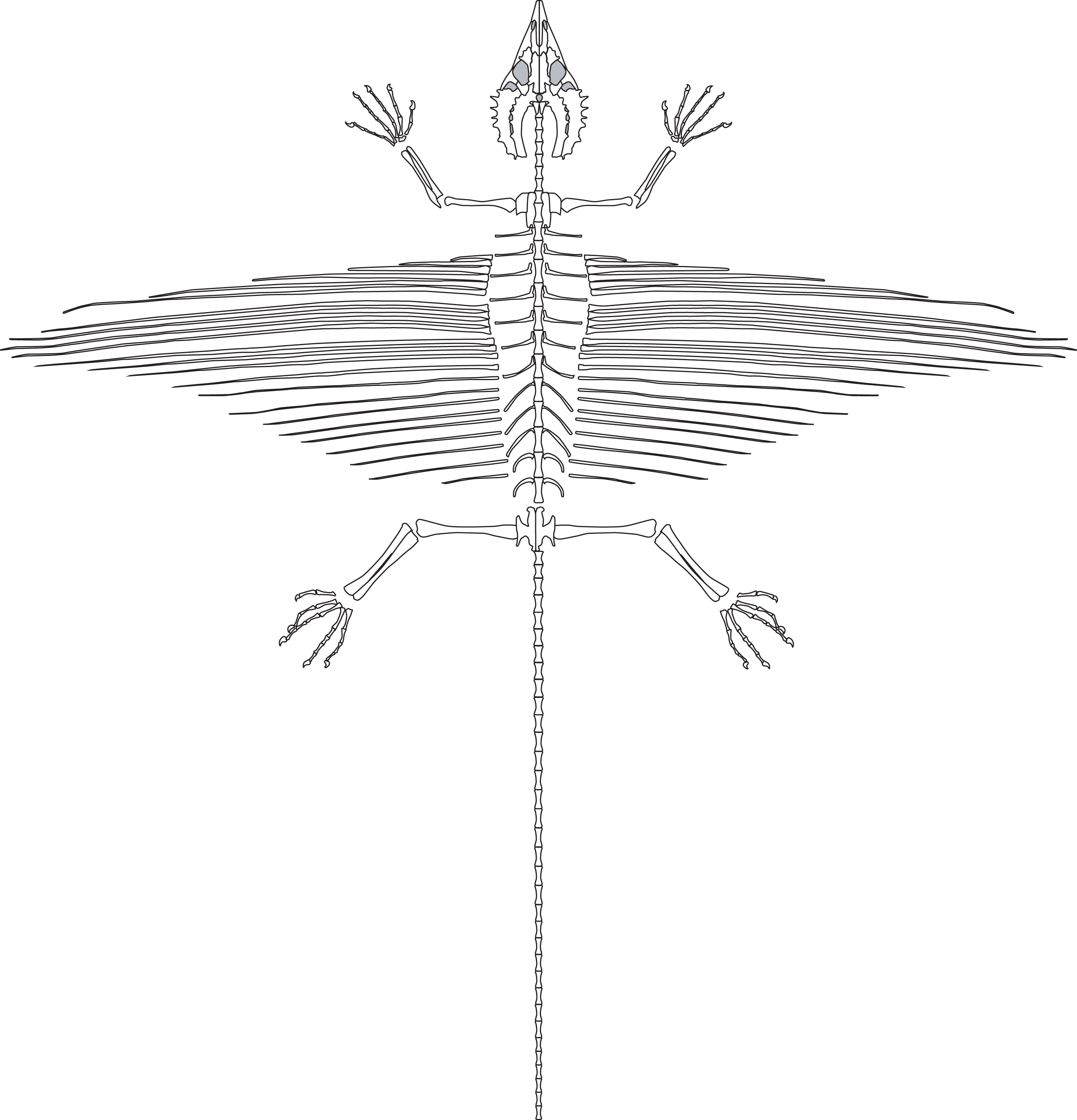
Weigeltisaurus jaekeli の骨格図

### 頭骨と下顎
ウェイゲルティサウルスの頭骨と下顎は、頭頂骨と鱗状骨に存在するフリルを含め、角で覆われていた。歯はかすかに異歯性を示し、前部の歯は小さく釘状であるのに対し後部の歯は槍状で反っている。

### 四肢
手掌部と足底部には伸張した指骨があり、現生の樹上性トカゲ類と似ている。

### 尾
骨格には少なくとも22個の尾椎が存在し、後部の椎体には伸びた中央骨があり、現生トカゲ類と同様である。

### 棒状骨
最少でも24対の長く伸びた棒状骨が胴体に沿って存在する。これらは肋骨とは別の骨であり、変形した腹肋に相当するものである（変形していない腹肋も骨格に存在する）とか、新規の化骨であるといった説が提案されている。第8棒状骨が最長である。

## 滑空

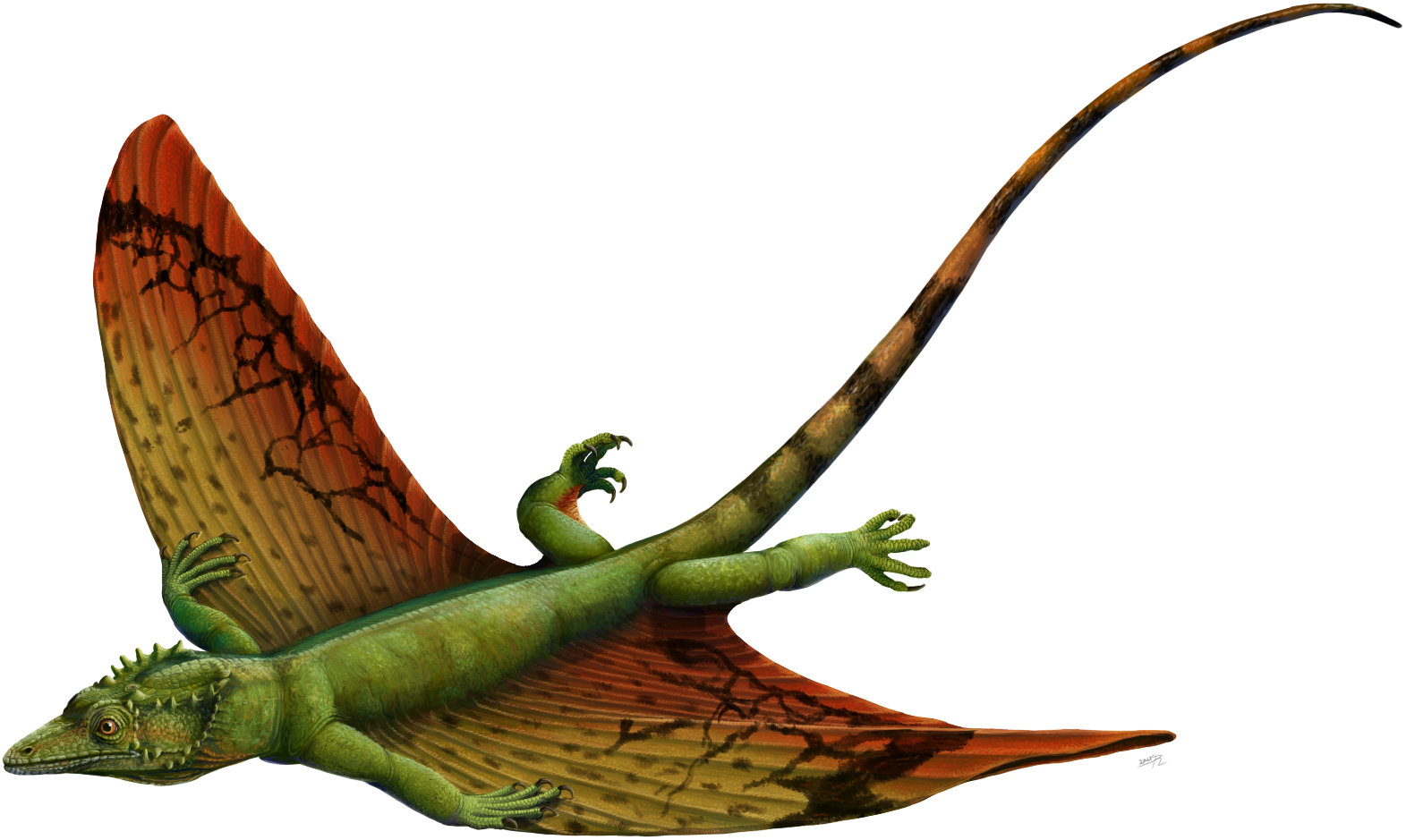
Weigeltisaurus jaekeli の復元図

この科の滑空用皮膜（飛膜）は、変形した肋骨により保持された皮膜を胴体上部に持つ他の滑空爬虫類とは異なった物である。ウェイゲルティサウルス科では逆に、棒状骨は胴体下面から出ている。飛膜の展開と収納はおそらくは腹筋によって行われていた。保存された化石からは、この棒状骨は非常に柔軟性に富み、現生のトビトカゲの肋骨と同様であったことがわかる。飛膜の低翼配置により、滑空翼面は安定性向上のために上向きの角度を持っていたと考えられている。現生のトビトカゲでは、飛行中に前脚で皮膜を掴んでいることが知られており、これは飛行中に前脚が翼面を制御するのに用いられているのではないかと捉えられている。同様の行動がウェイゲルティサウルス科に対しても提案されている。2011年の研究ではコエルロサウラヴスと他の絶滅滑空爬虫類を現生のトビトカゲ各種と比較し、コエルロサウラヴスはその体躯の大きさのために、滑空中の滑空角が45°を越える大きな高度低下率を持つ効率の悪い滑空をしていたと判断された。

## 古環境
含銅頁岩と同時代のMarl Slateは苦灰統（Zechstein：後期ペルム紀に北ヨーロッパに存在した巨大で浅い内海のZechstein Seaに形成された岩層）を構成する海成層である。堆積当時の環境はステップ気候であったと考えられている。陸上の植物相は針葉樹が主であり他にシダ種子類も一般的であったが、Taeniopteris類・イチョウ類・Sphenophyta類は稀である。含銅頁岩と下部苦灰統から見つかる他の陸生脊椎動物は、同科のGlaurung、初期の主竜様類であるプロトロサウルス、パレイアサウルス科のParasaurus 、キノドン類のプロキノスクス、未同定のカプトリヌス類・ディキノドン類・Dissorophoidea(分椎目) などがいる。